# Cotuí
Cotuí é um município da República Dominicana pertencente à província de Sánchez Ramírez.
É um dos municípios mais antigos do Novo Mundo (América). Foi fundado em 1510 por Rodrigo de Trujillo pela ordem de Nicolas de Ovando, que foi governador de Hispaniola. Neste município produz arroz, banana, cacau, abacaxi, maracujá e inhame.
O seu nome, anteriormente escrito Cotuy ou Cotoy, era o nome da comunidade taína situada em redor da mina de ouro e prata explorada pelos conquistadores espanhóis a partir da primeira década do século XVI.
Sua população estimada em 2012 era de 79 596 habitantes.